# La Puerta de Jalisco
La Puerta de Jalisco är en ort i Mexiko.   Den ligger i kommunen Villa García och delstaten Zacatecas, i den centrala delen av landet, 400 km nordväst om huvudstaden Mexico City. La Puerta de Jalisco ligger 2 288 meter över havet och antalet invånare är 626.
Terrängen runt La Puerta de Jalisco är kuperad åt sydväst, men åt nordost är den platt. Runt La Puerta de Jalisco är det ganska glesbefolkat, med 21 invånare per kvadratkilometer. Närmaste större samhälle är El Nigromante, 7,9 km öster om La Puerta de Jalisco. Omgivningarna runt La Puerta de Jalisco är i huvudsak ett öppet busklandskap.